# Garmine Kande
Garmine Kande Kieli (nacido en  Kinshasa, República democrática del Congo, el 24 de agosto de 1999) es un baloncestista congoleño. Con una altura de 2,06 metros, se desempeña en la posición de pívot en las filas del Grupo Alega Cantabria de la Liga LEB Oro. Es internacional con la República Democrática del Congo.

## Trayectoria
Kande llegó en 2018 a la cantera del Aix Maurienne Savoie Basket, pero no fue hasta la temporada 2019-2020, cuando debutó en la LNB Pro B. 
En el conjunto francés jugaría durante dos temporadas en la segunda división francesa.
El 1 de agosto de 2021, firma por el UBU Tizona de la Liga LEB Plata.
El 24 de junio de 2022, renueva por una temporada por el conjunto burgalés.
El 5 de julio de 2024, firma por el Grupo Alega Cantabria de la Liga LEB Oro.

### Selección nacional
En 2021 disputa el Afrobasket con la República Democrática del Congo.